# Howden Ganley
James Howden Ganley (ur. 24 grudnia 1941 w Hamilton) – nowozelandzki kierowca wyścigowy.

## Kariera
Świat wyścigów samochodowych zainspirował go podczas Grand Prix Nowej Zelandii w Ardmore w 1955 roku. Po ukończeniu szkoły pracował jako reporter dla gazet zajmujących się tematyką motoryzacji i wyścigów samochodowych.
Karierę jako kierowca rozpoczął w 1960 roku. Dwa lata później przeniósł się do Wielkiej Brytanii celem dalszego rozwoju. Początkowo pracował tam jako mechanik, ale po kilku latach znalazł zatrudnienie w roli inżyniera technicznego zespołu McLaren, głównie przy serii Can-Am. Równocześnie kontynuował starty w niższych kategoriach wyścigowych (Formuła Junior, Formuła 3, Formuła 5000).

### Formuła 1
W 1970 roku został wicemistrzem brytyjskiej Formuły 5000, co przyciągnęło uwagę zespołu BRM. W efekcie mógł zadebiutować w Formule 1, gdzie w latach 1971-1972 zdobył łącznie dziewięć punktów. Jego najlepszym wynikiem było czwarte miejsce (osiągnięte dwukrotnie).
W 1973 roku przeniósł się do ISO-Marlboro, prywatnego projektu Franka Williamsa. Jedyny punkt w tym sezonie zdobył podczas chaotycznego Grand Prix Kanady, gdzie w pewnym momencie ogłoszono nawet jego zwycięstwo.
W 1974 roku nie znalazł stałego zatrudnienia. Na początku sezonu zanotował dwa starty w ekipie Marcha, ale następną ofertę otrzymał dopiero po kilku miesiącach od japońskiego zespołu Maki. W Brands Hatch nie zdołał zakwalifikować się do wyścigu, natomiast podczas treningu przed Grand Prix Niemiec zaliczył poważny wypadek wskutek awarii zawieszenia. W jego efekcie doznał kontuzji kostki i zdecydował się zakończyć karierę w F1.
Łącznie w Formule 1 zanotował 35 startów, zdobył 10 punktów.
Kontynuował występy w serii samochodów sportowych (Interseries, Can-Am) do 1978 roku.

### Tiga Race Cars
W 1976 roku wraz z innym kierowcą wyścigowym, Timem Schenkenem, założył firmę samochodową Tiga Race Cars. Planował wystawienie bolidu w Formule 1 w sezonie 1978 (kierowcą miał zostać Mikko Kozarowitzky), ale projekt nie doszedł do skutku z przyczyn finansowych. Zespół startował jednak w niższych kategoriach, m.in. w Formule 2 i Formule Ford oraz w serii samochodów sportowych (Can-Am, IMSA).
Ostatecznie sprzedał swoje udziały w Tiga w 1987 roku.

## Życie prywatne
W 1971 roku, przy okazji wyścigu Can-Am na torze Riverside, poznał Judy Kondratieff, amerykańską zawodniczkę, startującą w wyścigach samochodowych. Zostali małżeństwem cztery lata później, mieli dwoje dzieci (syn Eric, córka Erin). Judy Ganley zmarła na raka w 2007 roku.
Zajmuje funkcję wiceprezydenta British Racing Drivers’ Club, w którego strukturach działa od 1993 roku.